# Section Paloise
Section Paloise (pronunciación en francés: /sɛk.sjɔ̃ pal.waz/, localmente /sekˈsju paw'liŋ/ en bearnés), comúnmente conocida como la Section o Pau, es un club de rugby union fundado en 1902 y con sede en la ciudad de Pau, Francia, capital de Bearne.
El club forma parte del conjunto deportivo Section Paloise y ha sido presidido por Bernard Pontneau desde 2006. Actualmente, compite en el Top 14, la máxima categoría del rugby francés.
La Section disputa sus partidos como local en el Estadio du Hameau desde 1991, tras haber jugado durante 80 años en el histórico Estadio de la Croix du Prince (1910-1990). A lo largo de su trayectoria, el club ha conquistado el Bouclier de Brennus en tres ocasiones (1928, 1946 y 1964) y el Challenge Yves du Manoir en otras tres (1939, 1952 y 1997). En el ámbito continental, logró alzarse con la European Rugby Challenge Cup en el año 2000. Además, obtuvo el título de campeón de Francia en la Pro D2 en 2015.
Como bastión del rugby francés y emblema de Bearne, la Section Paloise ha estado marcada por grandes figuras como Robert Paparemborde, François Moncla, Nano Capdouze y Albert Cazenave. Impulsado por el entusiasmo de su afición y el respaldo de actores económicos clave, como el grupo TotalEnergies, el club busca consolidarse como un representante destacado del rugby pirenaico y gascón en la élite francesa, honrando su tradición de juego dinámico y su apuesta por los jóvenes talentos.
La Section ha contado en sus filas con jugadores argentinos destacados como Gonzalo Quesada, Lisandro Arbizu y Patricio Albacete, así como con jugadores españoles como Jon Zabala y Charly Malié. También han vestido la camiseta del club figuras de los All Blacks como Sam Whitelock, Colin Slade y Conrad Smith.
Asimismo, varios internacionales franceses iniciaron sus carreras profesionales en la Section, entre ellos Imanol Harinordoquy, Damien Traille, Lionel Beauxis y Antoine Hastoy. Actualmente, internacionales franceses como Hugo Auradou, Théo Attissogbé, Émilien Gailleton y Fabien Brau-Boirie forman parte del equipo, destacándose como pilares del presente y futuro del club.

## Historia

### Orígenes del club
Después de El Havre y Burdeos, Pau es la tercera ciudad que albergó rugby en Francia. La práctica de este deporte está atestiguada en 1890 donde Pau jugó partidos contra los equipos de Bayona y de Tarbes. El Stade Palois fue fundado en 1899 por antiguos alumnos del Lyceo Lous-Barthou, durante el periodo de expansión cultural llamado la Belle Époque.

### Debut y primer título
Fundada en abril de 1902 , la Section paloise de ligue girondine es un club multideportivo de Pau. A partir de 1905 , simplemente se llamó la Section Paloise. En ese momento, el rugby o el "rugby football" tuvieron un gran éxito popular. De este modo, el club se orientó rápidamente hacia este nuevo deporte. Ya se había creado un club de rugby el 12 de noviembre de 1899 con el Stade Palois, fundado en la trastienda de un café en la rue Bayard 4 . El Stade Palois se integrará así en la Section para formar el mayor club de rugby de Bearne. En 1912, la Section Paloise dejó sus camisetas azules y negras en el armario y adoptó definitivamente el verde y el blanco como colores. Luego fue dirigido por el galés Tom Potter, quien asumió el papel de entrenador-jugador hasta el estallido de la Gran Guerra. El club (todos los deportes combinados) paga un alto precio con alrededor de cuarenta muertos en los campos de batalla.
La Section Paloise, bajo la dirección de Gilbert Pierrot, logró un éxito extraordinario en el campeonato de Francia de 1928. En primer lugar, terminó liderando su grupo de cinco equipos. Posteriormente, en los grupos de cuatro que siguieron, superó al Stade Français, USA Perpignan y Lyon OU. En semifinales, la Section eliminó al campeón defensor, Toulouse, con un marcador de 3 a 0 tras el tiempo extra, gracias a un ensayo como único puntaje.

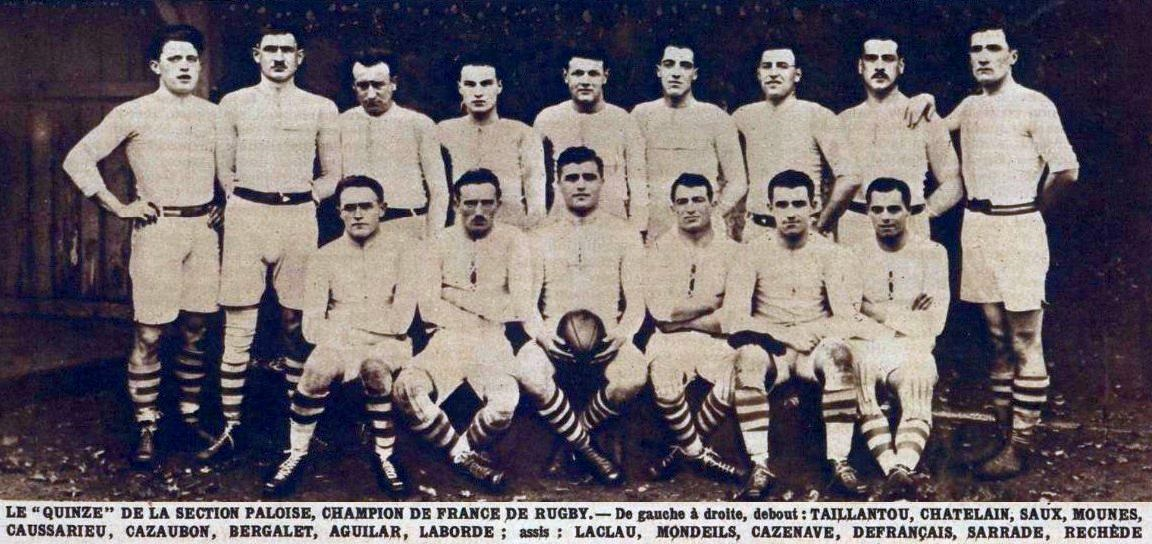
La plantilla de la Section Paloise campeona de Francia en 1928.

La final tuvo lugar en Toulouse, en mayo de 1928, donde la Section se enfrentó al US Quillan. Una multitud de 30,000 espectadores acudió a presenciar este esperado enfrentamiento contra los jugadores del equipo financiado por Jean Bourrel, un industrial que había hecho fortuna en la industria del sombrero. Bourrel estaba decidido a construir el mejor equipo posible en Quillan y no escatimaba en gastos para lograrlo. Según sus propias palabras: «Estoy seguro de que obtendré más publicidad comercial formando un equipo campeón de Francia que pegando carteles por la región». Así, en 1926, no sorprendió a nadie cuando siete jugadores del Perpignan —campeón de Francia en 1925 y finalista en 1926— se trasladaron repentinamente a esta pequeña comuna del Aude. El equipo se fortaleció aún más con la llegada de cinco jugadores internacionales al año siguiente, incluido el tarbés Louis Destarac.
La final fue un partido duro y muy disputado, pero la Section logró imponerse por un ajustado 6 a 4, conquistando así el primer Bouclier de Brennus de su historia. El periódico local Le Patriote des Pyrénées relató esta victoria con entusiasmo, destacando cómo los jugadores de la Section, apodados los «boinas», vencieron a los jugadores de Quillan, conocidos como los «sombreros».
Por su parte, L'Indépendant des Basses-Pyrénées calificó el logro de los Sectionnistes como un auténtico «triunfo». El éxito generó una gran emoción entre los seguidores, y durante la final en Toulouse, al menos 25,000 aficionados de Pau y Bearne estuvieron presentes para animar a su equipo, que vestía de blanco en aquella ocasión. El capitán icónico del equipo fue Albert Cazenave, quien contó con el apoyo de jugadores como Georges Caussarieu, David Aguilar, Robert Sarrade, Fernand Taillantou y el imprescindible François Récaborde.
Antes de la guerra, la Section Paloise ganó el Challenge Yves du Manoir durante la edición de 1938-1939 contra el RC Toulon con una puntuación de 5 a 0 en el tiempo de prolongación gracias a un ensayo de Desperbasque y transformada por Courtade.

### Periodo después de Guerras

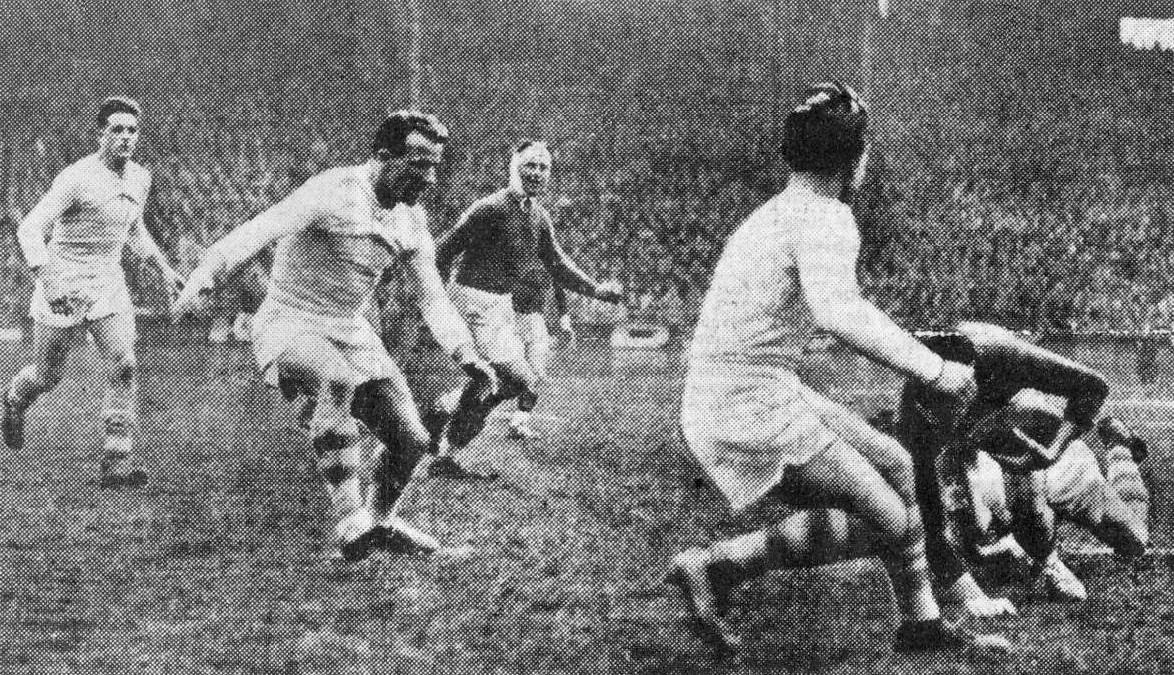
Final del campeonato de 1946.

En 1946, tras el final de la guerra, el club volvió a proclamarse campeón de Francia. La Section Paloise alcanzó el primer puesto en la clasificación francesa, superando por poco a los equipos de Toulouse y Agen.
A pesar de obtener resultados irregulares durante la primera fase del campeonato, la Section logró imponerse, venciendo sucesivamente al Stade Toulousain, entrenado por el exsectionniste Roger Piteu, en cuartos de final. Posteriormente, la Section eliminó al FC Grenoble en semifinales (6-3 tras tiempo extra), asegurándose un lugar en la final contra su vecino, el FC Lourdes.
Aunque el FC Lourdes llegaba al partido con una racha impresionante de doce victorias consecutivas, fue ampliamente derrotado por un contundente 11-0 en el Parque de los Príncipes de París.
La prensa destacó en ese momento que la Section estaba compuesta por un equipo muy homogéneo, sin «estrellas», pero con una condición física y moral impecable. Entre las figuras de este notable XV se encontraban Théo Cazenave, Auguste Lassalle, Pierre Lauga y André Rousse, quien era el capitán.
La Section perdió en la semifinal del campeonato francés de 1950 contra Castres que se proclamó campeón de Francia. Después de una semifinal de la Copa de Francia en 1951, el equipo ganó el desafío Yves du Manoir en 1952.
En 1964, a pesar de tener un mal comienzo donde incluso la prensa en octubre tituló La Section en perdición después de varias derrotas abultadas. la Section Paloise es campeona de Francia por tercera vez, superando a Béziers 13 a 0. Sus estrellas de entonces se fueron Moncla, Piqué, Saux, Etcheverry o Abadie. La Section no cumplió con la regla de los 18 años, después de 1928, 1946 y 1964 no hay un nuevo título en 1982, siendo superado por SU Agen en la ronda de dieciseisavos.
En octubre de 1990, el club dejó su estadio La cruz del príncipe para ir a un estadio más moderno como Hameau en un partido ganado contra Toulon, que vio a la Section subir al grupo A. Esto también resolvió parte de las dificultades financieras del club, ya que el antiguo estadio se vendió a la ciudad de Pau. El comienzo de la década de 1990 vio el comienzo de una recuperación en el primer equipo, que incluso llegó al Top 16, pero nuevamente perdió la categoría.
A mediados de los años 90 Pau regresó con fuerza y nuevamente obtuvo buenos resultados. En 1996 , la Section jugó la final del Desafío Yves du Manoir y fue eliminada en la semifinal del campeonato francés, contra Brive . Estos resultados le permiten al club clasificarse para la segunda edición de la European Rugby Union Cup.
Fue en 1997 que la Section volvió a ganar un trofeo nacional, que es el desafío de Yves du Manoir, mientras alcanzaba los cuartos de final del Campeonato de Francia. En 1998, llegó a la semifinal de la Copa de Europa , siendo vencida por el futuro ganador de la competición (Bath ). En 2000, la Section ganó la European Challenge Cup 1999-00 contra Castres por 34-21 en Toulouse.
Las siguientes temporadas son mucho más decepcionantes. El equipo a menudo se contenta con jugar por mantenerse en la primera división, aparte de una calificación en play-off en 2003, y un buen curso en la European Challenge Cup 2004-05, donde pierde la final contra Sale Sharks . La Section finalmente descendió a Pro D2 después de la temporada 2005-2006, descenso que ya había evitado muy poco la temporada anterior (victoria en el desempate).

### Reconstrucción del proyecto
Section encontró la ambición de recuperar el acceso a la élite del rugby francés en 2011-2012 , después de una temporada en la que quedó invicto en casa, perdió la final ante Stade Montois (29-20). En 2012-2013 , el club también se clasificó para la final contra CA Brive y nuevamente perdió con el marcador de 30-10. Después de una nueva desilusión la siguiente temporada, el club hace un buen reclutamiento de fichajes adquiriendo al entrenador neozelandés Simon Mannix y al tercera línea irlandés James Coughlan, que demostró ser uno de los mejores jugadores de la temporada, logra el primer puesto en la fase regular de la liga logrando así el acceso directo al Top 14. Para la siguiente temporada La Section se hace con las estrellas neozelandesas Colin Slade y Conrad Smith, que es considerado uno de los mejores centros del mundo.

### La reconstrucción y el retorno de las ambiciones (desde 2006)
La ambición de la Section de volver a la élite del rugby francés en 2011-2012, después de una temporada en la que terminó 2ª en el campeonato, e invicta en casa, la Sección, después de haber vencido al Stade Rochelais en la semifinal por el acceso al Stade du Hameau (16-14), perdió en la final por el acceso al Stade Chaban-Delmas de Burdeos al Stade Montois (29-20)24. En 2012-2013, el club también se clasifica para las semifinales (de nuevo contra Les Rochelais) y para la final de acceso a los 14 mejores. En esta ocasión, los clubes de simpatizantes, socios y otros comités de empresa organizan el viaje que reunirá a no menos de 142 autobuses al Estadio Chaban-Delmas25. Sin embargo, a esta altura de la competición, la Section aún perdió contra CA Brive por un marcador de 30-10 frente a 33.175 espectadores.

### Campeón francés de Pro D2 2015
Después de otra decepción la temporada siguiente contra La Rochelle, derrotado 35-18 en La Rochelle en las semifinales, el club hizo un buen reclutamiento para la próxima temporada con la llegada de un gerente en la persona de Simon Mannix. El neozelandés de Munster se traslada a Béarn con en sus maletas, su analista de vídeo en Munster Elliot Corcoran y el Flanker irlandés James Coughlan, que demostrará ser uno de los mejores jugadores del club de la temporada30. La Section confirma así sus ambiciones al tomar la delantera en la segunda jornada para mantenerse a la cabeza. También se romperá un récord al ganar los primeros 8 partidos de la liga. Mannix, el gran arquitecto del ascenso a la élite, trajo una gran disciplina y una filosofía de juego neozelandesa. Él favorece sesiones de entrenamiento más cortas pero mucho más intensivas. El club hizo oficial su ascenso el 11 de abril de 2015 al ganar el campeonato a falta de cuatro partidos para la victoria sobre Montauban (31-5), lo que le permitió pasar directamente a la cima. Tan pronto como terminó la temporada, Simon Mannix utilizó su libreta de direcciones para traer a jugadores como Colin Slade y Conrad Smith, considerado uno de los mejores centros del mundo.

## Identidad del Club

### Colores
Los colores de la Section Paloise han sido verde y blanco desde 1912. Anteriormente, los jugadores llevaban camisetas azules y negras (un legado del Stade palois, un club fundado en 1899 y absorbido en 1905) pero que pronto fueran abandonadas por estas nuevas colores. Jean Plaà (el gerente de la época) justifica esta elección, ya que el verde representa las esperanzas del club y el blanco el color de la nieve de los Pirineos.
La tradición del club es que todos los equipos lleven una camiseta blanca en casa y una verde fuera. En los últimos años, se ha usado regularmente una camiseta negra y verde para jugar al aire libre.
El histórico verde claro del club fue reemplazado por un verde más oscuro con el advenimiento del rugby profesional a principios de la década de 2000. Del mismo modo, el tradicional jersey blanco de casa se está eliminando progresivamente.

### Escudo de armas
El escudo de armas de la Sección Paloise representa la cima del Pico de Midi d'Ossau rodeada de verde y blanco, una cima pirenaica apodada Jean-Pierre y que simboliza su país para muchos bearneses. Una segunda versión del escudo apareció a partir de 1998 para la creación de la estructura profesional, integra las camisetas del primer equipo desde el comienzo de la temporada 2001-2002. Este entonces mantiene el famoso pico como emblema pero evoluciona hacia un color verde botella más oscuro. El color del escudo vuelve al verde más claro original e incorpora la nueva denominación Sección paloise Béarn Pyrénées. Con este cambio de nombre, el club simboliza el deseo de sus directivos de seguir anclando el club como motor del rugby profesional en el Bearn, pero más generalmente en los Pirineos.

## Jugadores destacados
- Han jugado en la selección nacional: David Aucagne, Philippe Bernat-Salles, Nicolas Brusque, Laurent Cabannes, Philippe Carbonneau, Thierry Cléda, Imanol Harinordoquy, Robert Paparemborde, Jean Piqué, Damien Traille, Antoine Hastoy.
- Jugadores extranjeros
  - Patricio Albacete
  - Steffon Armitage
  - Mehdi Boundjema
  - Abdellatif Boutaty
  - Paddy Butler
  - Lionel Campergue
  - James Coughlan
  - Paul Dearlove
  - Josefa Domolailai
  - Sean Dougall
  - Claude Dry
  - Hari Dumitras
  - Iulian Dumitraș
  - Peni Fakalelu
  - Viatcheslav Gratchiov
  - André Hough
  - Scott Keith
  - Alexandru Manta
  - Dean McCartney
  - Jamie Mackintosh
  - Taniela Moa
  - Garrick Morgan
  - Ben Mowen
  - Euan Murray
  - Elijah Niko
  - Tom Potter
  - Colin Slade
  - Sorin Socol
  - Marlon Solofuti
  - Conrad Smith
  - Benson Stanley
  - Tom Taylor

## Palmarés

### Torneos internacionales
- Challenge Cup (1): 1999-00
- Subcampeón European Challenge Cup (1): 2004–05

### Torneos nacionales
- Campeonato de Francia (3): 1927-28, 1945-46, 1963-64

- Pro D2 (1): 2014-15
- Copa de Francia (1): 1997
- Desafío Yves du Manoir (2): 1939, 1952